# Marsopstraße 8/8a (München)

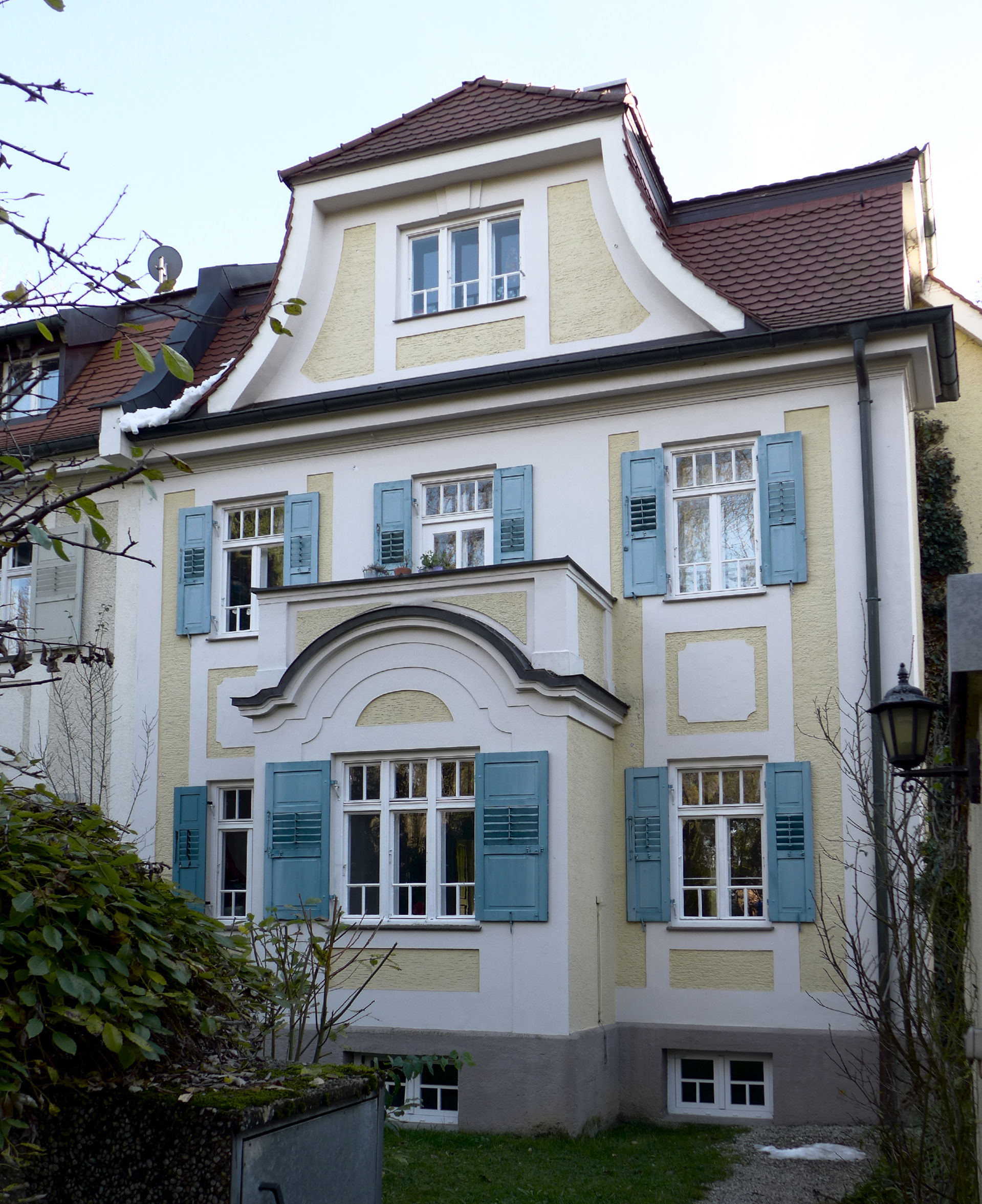
Haus Marsopstraße 8 im Stadtteil Obermenzing von München

Das Gebäude Marsopstraße 8/8a im Stadtteil Obermenzing der bayerischen Landeshauptstadt München wurde 1907 errichtet. Das Doppelhaus, das zur zweiten Phase der Bebauung der Villenkolonie Pasing I gehört, ist ein geschütztes Baudenkmal.
Der zweigeschossige Mansardwalmdachbau mit Eckrisalit und geschwungenem Zwerchhaus wurde im historisierenden Stil von Ulrich Merk für August Exter errichtet.
Das Haus 8a wurde 1973 durch Umbauten stark verändert.